# نووئه دو ژولیو
نووئه دو ژولیو (به اسپانیایی: Nueve de Julio) یک منطقهٔ مسکونی در آرژانتین است که در بخش کاپیتال (سان خوان) واقع شده‌است. نووئه دو ژولیو ۷٬۶۵۲ نفر جمعیت دارد.